# Бейнар, Владислав Александрович
Владислав Александрович Бейнар (пол. Władysław Bejnar, 1868—1934) — подполковник Русской императорской армии, дивизионный генерал Войска польского, герой Первой мировой войны.

## Биография
Родился 15 декабря 1867 года (по другим данным — 2 января 1868 года) в имении Смоловы под Вильной, происходил из дворян Ковенской губернии, католик.
Начальное образование получил в Динабургском реальном училище. 10 июля 1887 года зачислен в Виленское пехотное юнкерское училище, из которого выпущен по 2-му разряду в 1889 году подпоручиком в 125-й пехотный Курский полк (старшинство в чине установлено с 13 декабря 1890 года). 13 декабря 1894 года произведён в поручики, 6 мая 1900 года — в штабс-капитаны и 13 декабря 1902 года — в капитаны.
28 октября 1910 года переведён в 26-й Сибирский стрелковый полк, в котором с 1 мая 1913 года командовал батальоном, в 1914 году был произведён в подполковники.
С начала Первой мировой войны Бейнар сражался против немцев, был контужен, отличился в боях и 25 апреля 1915 года был награждён орденом Св. Георгия 4-й степени:
За то, что в бою под гор. Августовым, 15-го сентября 1914 года, по приказанию командира полка, ударив со своим батальоном в тыл противнику, занимавшему Бялобржеги, принудил последнего к поспешному отступлению, что имело решающее значение на взятие Августова.
Высочайшим приказом от 25 апреля 1915 года ему было пожаловано Георгиевское оружие:
За то, что в бою 23-го сентября 1914 года у д. Липовка, лично командуя батальоном, стремительным натиском, несмотря на непрерывный огонь ружейный, лёгкой и тяжёлой артиллерии германцев, овладел несколькими окопами последних, пройдя, меньше чем в час, около двух вёрст без всякого, ввиду условий местности, содействия нашей артиллерии.
18 августа 1915 года был захвачен в плен.
После Октябрьской революции уехал в Польшу, в январе 1919 года зачислен в Войско Польское и 4 апреля был назначен командиром 24-го стрелкового полка. Со 2 ноября 1919 года командовал 1-й Литовско-белорусской бригадой, принимал участие в польско-советской войне. 31 января 1921 года возглавил 1-ю Литовско-белорусскую дивизию. 3 мая 1922 года произведён в бригадные генералы (старшинство установлено с 1 июня 1919 года). С ноября 1922 года был заместителем командующего II окружного корпуса в Люблине. С 26 ноября 1923 года был командиром 26-й стрелковой дивизии.
Во время майского переворота 1923 года Бейнар встал на сторону законных властей Польской республики. После государственного переворота Юзефа Пилсудского он был уволен с должности командира дивизии и назначен членом Офицерского судебного трибунала, но уже через девять месяцев был уволен с действительной службы в запас. 4 января 1927 года президент Польши Игнаций Мостицкий присвоил ему звание генерала дивизии со старшинством со дня выхода в отставку — 28 февраля 1927 года. Бейнар поселился в Вильнюсе, где и умер 23 апреля 1934 года. Похоронен в Вильнюсе на Антакальнисском кладбище.

## Награды
Среди прочих наград Бейнар имел ордена:
- Орден Святого Станислава 3-й степени (1907 год)
- Орден Святой Анны 3-й степени (1 марта 1912 год)
- Орден Святого Георгия (25 апреля 1915 года)
- Орден Святого Владимира 4-й степени с мечами и бантом (30 мая 1915 года)
- Георгиевское оружие (10 июня 1915 года)
- Орден Святого Станислава 2-й степени с мечами (2 марта 1916 года)
- Орден Святой Анны 2-й степени с мечами (21 октября 1916 года)
- Серебряный крест V класса ордена Виртути Милитари
- Крест Храбрых (четыре раза)
- Крест Заслуги войск Срединной Литвы